# 小峰水库
小峰水库是中国广西壮族自治区防城港市防城区境内的一座水库，位于防城河支流电六江上，建于1978年。水库正常库容为7820万立方米，集雨面积为55平方千米，海拔为155.5米。